# Załupek
Załupek (łac. paraphimosis) – schorzenie nabyte, występujące u mężczyzn. Polega na niemożności sprowadzenia napletka z powrotem na żołądź prącia. Odciągnięty napletek znajduje się w okolicy rowka zażołędnego i jest zbyt wąski, aby żołądź mogła się przez niego przecisnąć.
Sytuacja taka powstaje jako konsekwencja odprowadzonej stulejki, przedwczesnego odciągnięcia napletka lub na skutek urazu żołędzi, która ulega obrzękowi. W skrajnych przypadkach może to doprowadzić do niedokrwienia i martwicy żołędzi. Leczenie: próba odprowadzenia napletka w znieczuleniu miejscowym; często operacyjne.